# Lennart Grut
William Lennart Grut, född 8 juni 1881 i Tuns socken, död 24 mars 1949 i Ryssby socken, Kronobergs län, var en svensk företagsledare.
Lennart Grut var son till godsägaren William Walter Grut och bror till arkitekten Torben Grut. Han blev underlöjtnant vid flottan 1902, löjtnant 1904, kapten i flottans reserv 1915 samt tog avsked 1936. Som sjöofficer kom han 1905 till Siam och Japan, varefter han 1906–1939 förblev verksam i Thailand och på Malackahalvön, men huvudsaklig bosättningsort i Bangkok. Under denna period var Grut ordförande i styrelsen för Siam Cement Company Limited, i Paknam Railway Company Limited och Meklong Raiway Company Limited. Därutöver var han ordförande i Menam Motor Boat Company Limited, som skötte motorbåtstrafiken på Menamfloden. Grut arbetade även för elektrifieringens modernisering och utveckling och var 1909-1939 disponent (managing director) för Siam Electric Corporation Limited, som levererade ström till det elektriska kraft- och spårvägsnätet i Bangkok med omgivningar. 1920-1940 var han svensk generalkonsul i Thailand. Som disponent för Bernam Oilpalms Limited och United Plantations Limited på Malackahalvön anlade han stora gummi-, kokos- och oljepalmsplantager. På senare år ägde och bebodde Grut Fylleskogs säteri i Ryssby socken, där han startade företaget Fylemåla bränntorv.